# Khí tượng qui mô nhỏ
Khí tượng quy mô nhỏ hay Khí tượng học vi mô là việc nghiên cứu các hiện tượng khí quyển ngắn ngủi nhỏ hơn khí tượng quy mô trung chiều dài khoảng 1 km hoặc ít hơn. Hai loại khí tượng này đôi khi được hợp lại với nhau như là "khí tượng học trung và nhỏ" (MMM) và cùng nghiên cứu tất cả các hiện tượng nhỏ hơn quy mô đồng bộ; đó là họ nghiên cứu các tính năng nói chung quá nhỏ để được miêu tả trên bản đồ thời tiết. Khí tượng quy mô nhỏ bao gồm các đám mây nhỏ và thông thường "phù du" và các tính năng các đám mây nhỏ khác. Khí tượng học vi mô kiểm soát các quá trình pha trộn và pha loãng quan trọng nhất trong bầu khí quyển. Các chủ đề quan trọng trong khí tượng học vi mô bao gồm trao đổi nhiệt và trao đổi khí giữa đất, thực vật và/hoặc nước bề mặt và khí quyển do sự nhiễu loạn gần mặt đất. Đo lường các quá trình vận chuyển này liên quan đến việc sử dụng tháp khí tượng thủy văn nhỏ (hay thông lượng). Các biến số thường được đo hoặc thu được bao gồm bức xạ điện từ rải rác, luồng nhiệt hợp lý, luồng nhiệt trao đổi, lưu giữ nhiệt mặt đất và các dòng khí vi lượng quan trọng đối với bầu khí quyển, sinh quyển và thủy quyển.